# CBN Porto Alegre
CBN Porto Alegre é uma emissora de rádio brasileira concessionada em Canoas, porém sediada em Porto Alegre, respectivamente cidade e capital do estado do Rio Grande do Sul. Opera no dial FM, na frequência 79.1 MHz e é afiliada à CBN. Seus estúdios estão na sede do Grupo RBS, no bairro Azenha, juntamente com sua co-irmã Rádio Gaúcha, e seus transmissores estão no Morro da Polícia.

## História
A emissora foi fundada em 1º de março de 1971 como Rádio Continental AM 1120, pelo empresário Roberto Marinho, sendo portanto, uma emissora do Sistema Globo de Rádio. Administrada por Fernando Westphalen, o "Judeu", a "Superquente", como era conhecida, tinha uma programação que mesclava músicas nacionais e internacionais. Durante sua existência, chegou a ser retirada do ar por criticar ferozmente a ditadura militar e revelou artistas como Hermes Aquino. Teve entre seus funcionários nomes como Antônio Carlos Contursi (conhecido como "Cascalho"), Antônio Carlos Niederauer, Julio Fürst, Luiz Coronel e Marcos Aurelio Wesendonk. 
Em 1981, o Sistema Globo de Rádio extinguiu a programação da Rádio Continental para a criação da Rádio Globo Porto Alegre, que teve uma programação similar a das emissoras do Rio de Janeiro e São Paulo. O projeto, no entanto, fracassou, e em 1986 a emissora foi vendida para o Grupo RBS. Após a venda, a emissora foi renomeada para Rádio Portobello, que se tornou a primeira rádio AM com som estéreo do Rio Grande do Sul, diferencial que, no entanto, não vingou devido ao desinteresse dos fabricantes de receptores de rádio nessa tecnologia.
Em 1996, a emissora afiliou-se à Central Brasileira de Notícias, passando a se chamar CBN Porto Alegre e a ter uma programação jornalística. Em 18 de dezembro de 1999, a emissora deixou os 1120 kHz e passou a transmitir em 1340 kHz, substituindo a Rádio Educadora, que era administrada pela Fundação Educacional e Cultural Padre Landell de Moura (FEPLAM) desde 1991. A antiga frequência da emissora passou a abrigar a Rádio Rural.
Em 4 de julho de 2024, a emissora migra para a frequência 79.1 MHz, e o AM 1340 kHz é desligado em virtude das chuvas de maio.